# Магдан
Магдан — деревня в Качугском районе Иркутской области России. Входит в состав Белоусовского муниципального образования. Находится примерно в 54 км к юго-западу от районного центра.

## Топонимика
Название Магдан происходит от эвенкийского мэгдын — берег (террасовый)

## Население
По данным Всероссийской переписи, в 2010 году в деревне проживало 58 человек (37 мужчин и 21 женщина).